# Kościół św. Wawrzyńca w Olbierzowicach
Kościół św. Wawrzyńca – rzymskokatolicki kościół parafialny, położony w Olbierzowicach, należący do parafii św. Wawrzyńca w dekanacie Klimontów, diecezji sandomierskiej.

## Historia kościoła

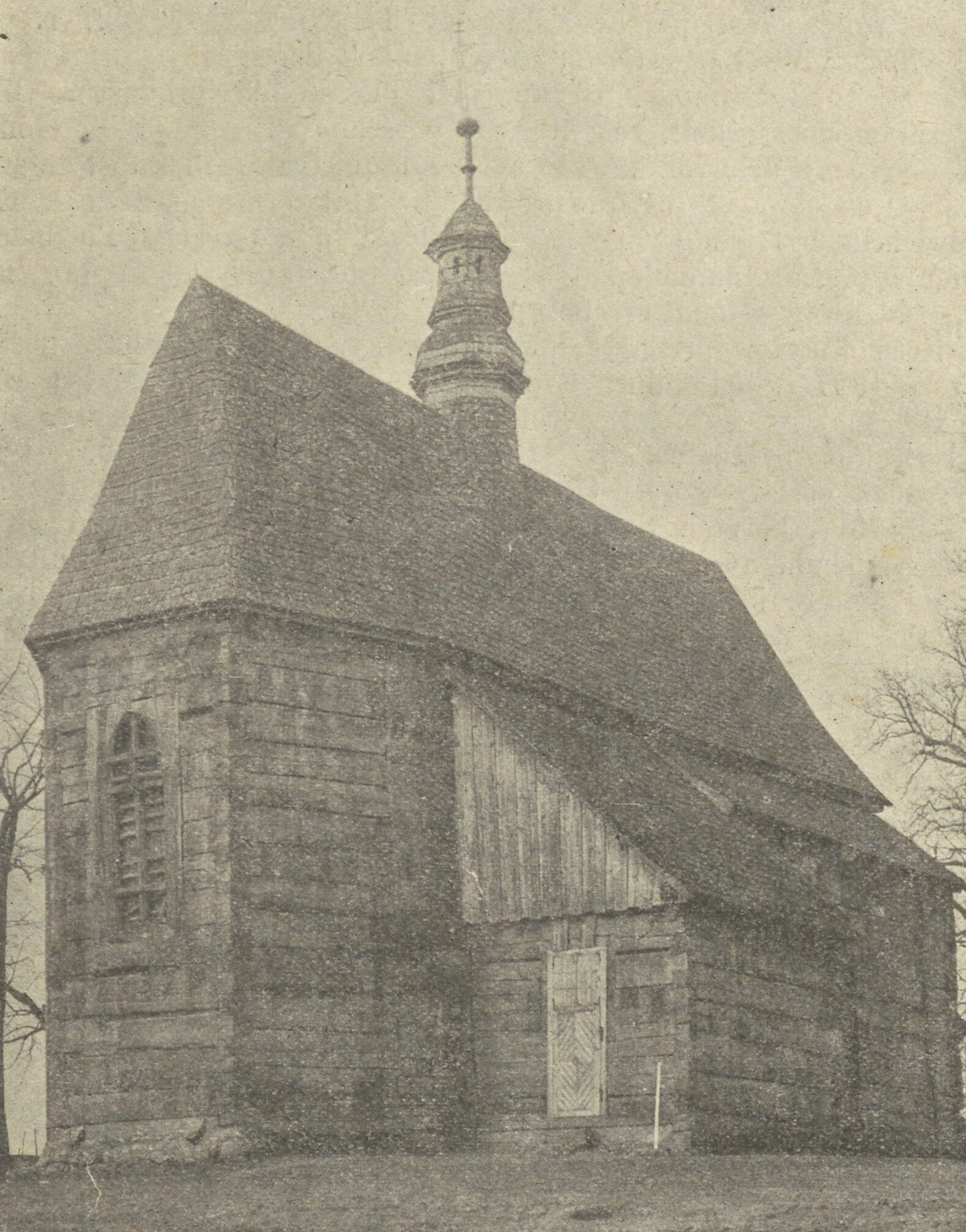
Stary kościół

Pierwsza wzmianka o kościele w Olbierzowicach pochodzi z około 1326 roku. 

### Kościół z 1468 roku
Kolejna świątynia zostaje wybudowana w stylu gotyckim z drzewa modrzewiowego w 1468 roku.
Jan Długosz w "Liber beneficiorum dioecesis Cracoviensis" pisze, że we wsi Olbierzowice w drugiej połowie XV wieku istniał kościół drewniany.
W połowie XVI wieku kościół przechodzi w ręce arian. W 1604 roku Olbierzowice kupuje wojewoda sandomierski Jan Zbigniew Ossoliński. W 1620 roku wojewoda usuwa arian ze swoich posiadłości i kościół przechodzi w posiadanie katolików. W 1632 roku, syn Jana Zbigniewa Ossolińskiego, Jerzy Ossoliński, przekazuje świątynię w administrację Dominikanów z klasztoru w Klimontowie.
W XVIII wieku obok kościoła została wzniesiona drewniana dzwonnica. W 1764 roku zostaje założony cmentarz parafialny.
Stary kościół drewniany został rozebrany w 1910 roku pod budowę nowego kościoła. Z drewna pozyskanego z rozbiórki, zbudowano w 1911 roku obszerną wikarówkę. Od strony placu kościelnego front budynku miał 4 okna i obszerny ganek. Wikarówka dotrwała do 1990 roku. Na jej miejscu po splantowaniu terenu obecnie istnieje parking.

### Obecny kościół
Komitet budowy nowego kościoła został zawiązany w 1898 roku. Budowę nowego kościoła w stylu neogotyckim projektu Stefana Szyllera rozpoczął ksiądz Józef Mączyński 3 maja 1910. Natomiast 10 sierpnia 1910 kamień węgielny pod budowę nowego kościoła poświęcił biskup sandomierski Marian Józef Ryx. Akt erekcyjny wraz z monetami i gazetami zamurowano w szklanym pojemniku za głównym ołtarzem. Miejsce to jest oznaczone płytą z wyrytym krzyżykiem i datą „1910”. Do końca 1913 roku wybudowano kościół w stanie surowym z dachem w połowie przykrytym dachówkami a w połowie słomą. Budowę przerwał wybuch I wojny światowej w 1914 roku. Budowę wznowił 19 maja 1920r ksiądz Julian Lipiński. Do czasu odejścia w 1925 roku zdołał naprawić ze zniszczeń wojennych połowę dachu pokrytą dachówką, pokryć dachówką drugą połowę dachu, zbudować sklepienie nad całym kościołem, otynkować wewnątrz, wstawiono 8 okien, które osobiście zaszklił ksiądz Lipiński. Budowę kontynuował kolejny proboszcz Józef Trybulski mianowany 10 sierpnia 1925 roku. W czasie swojego pobytu w Olbierzowicach usunął rusztowania z wnętrza kościoła, wyłał beton pod posadzkę w całym kościele, zbudował sklepienie nad kaplicą przedpogrzebową, zbudował wieżę na której zamontował trzy dzwony. Konsekracja nowego kościoła nastąpiła 14 września 1935 przez biskupa Pawła Kubickiego.
W 1984 roku kościół został odnowiony.

## Architektura i wnętrze kościoła
Kościół parafialny w Olbierzowicach to trzynawowa budowla z wieżą o wysokości 57 metrów. Cokół i ściany zewnętrzne do wysokości okien wyłożone granitem. Odrzwia, zakończenia szkarp wyłożone piaskowcem. Do budowy kościoła zużyto dwa miliony cegieł pochodzących z cegielni w Rytwianach. Dach pierwotnie pokryty czerwoną dachówką rzymską produkcji cegielni w Korwinowie. Dzwonnica znajduje się na ceglanej wieży i mieści trzy dzwony:
- jeden z napisem "O rex glorjae ..." z płaskorzeźbą Św. Stanisława,
- drugi z napisem "Fecit A. W. sit nonen Domini benedictum" i płaskorześbą Św. Józefa,
- trzeci z napisem "Imię moje Franciszek - Wiktor" odlany w ludwisarni Braci Felczyńskich w Przemyślu w 1930r za staraniem biskupa sandomierskiego Pawła Kubickiego.

Fronton kościoła wykuty został z granitu polskiego przez Józefa Hanke z Warszawy.
Na wyposażeniu kościoła znajdują się m.in.:
- boczna kaplica Matki Bożej z dawnym ołtarzem późnorenesansowym z 1627 roku, w którym umieszczono kopię obrazu Murilla „Matka Boska z Dzieciątkiem”[1],
- krucyfiks barokowy z końca XVII wieku,
- ołtarz bocznym z 1925 roku, którego projekt wykonał J. Ogórkiewicz, w którym umieszczony jest barokowy krucyfiks z końca XVII wieku,
- znajdująca się w zakrystii, szafa polichromowana, barokowo-ludowa, z 1688 roku,
- krzyż ołtarzowy z XVIII wieku,
- kielich z II połowy XVII wieku ze scenami Męki Pańskiej,
- ornat z kolumną haftowaną z XVII wieku,
- dzwon gotycki[6].

Ponadto od strony zachodniej kościoła znajduje się kaplica przedpogrzebowa, za nią natomiast grobowiec właściciela dóbr klimontowskich Włodzimierza Karskiego zmarłego w 1941 roku.